# Ariegský ohař
Ariegský ohař (psáno též ariéžský ohař, francouzsky: Braque d l'Ariége, anglicky: Ariege Pointer) je francouzské psí plemeno, přezdívané i ariegský ovčák.

## Historie
Ariegský ohař je původem z francouzského kraje Ariege. Zde byl využíván pro lov a aportování. Jeho předkem pravděpodobně byl starofrancouzský ohař, který byl křížený s krátkosrstými ohaři z oblasti Středozemního moře, po kterých zdědili svoji barvu . Možné je i křížení i italským ohařem. Toto křížení probíhalo na konci 19. století a na začátku 20. století, ale během 2. světové války téměř vymizelo. V roce 1990 se skupina chovatelů rozhodla znovu toto plemeno obnovit , velkou zásluhu na jejich přežití má pak Alain Deteix.
Oficiální používaná zkratka v Česku je AO. Nejrozšířenější je toto plemeno ve Velké Británii a Francii, mimo tyto země jej uvidíme jen vzácně.

## Charakteristika

### Vzhled
Ariegský ohař je pes brakoidního typu, dobře osvalený s mohutnou a těžkou konstrukcí. Jeho srst, která pokrývá celé tělo, je krátká, lesklá a na dotek jemná. Má barvu plavou, světle oranžovou nebo někdy hnědou, silně promísenou bílou (bělouš, pstružák). Někteří psi jsou bílí a lehce stříkaní.
Hlava je vyvážená, dlouhá a lebka je zaoblená. Nosní houba je většinou růžová či hnědá, nikdy ne černá. Skus nemusí být nutně nůžkový, toleruje se i klešťový. Oči jsou oválné, dobře umístěné v důlku a s přátelským výrazem. Mívají různé odstíny hnědé. Uši jsou dlouhé, na špičce zaoblené a spadají volně podél hlavy. Jsou zavěšené v linii očí nebo pod ní. Krk je krátký a silný s lalokem. Hřbet dlouhý, široký a dobře osvalený. Ocas je krátký až středně dlouhý a nekupíruje se. Směrem od kořene ke špičce se zužuje. Nohy jsou dlouhé, preferují se suché. Dobře osvalené. Tlapky kulaté, téměř kočičí s černými drápky .

### Povaha
Toto psí plemeno má energickou, aktivní a hravou povahu. Má vyvinuté lovecké pudy a je vhodný pro stopování i aportování zvířat. Hodí se i jako společenský pes, pro svoji milou a nekonfliktní povahu. Jsou učenliví a inteligentní. Ne dominantní ani tvrdohlaví. Umí se přizpůsobit životu svého majitele a je vhodný i do města, ovšem v případě, že mu majitel poskytne dostatek pohybu. Je to dobrý hlídač; má vysoký hlas, kterým upozorní na každý podezřelý předmět. V případě nutnosti je schopný svoji rodinu bránit. S jinými psy vychází dobře a toleruje je, při loveckých pracích je ale zvyklý pracovat samostatně. Není vhodné pořizovat si jej k jiným domácím zvířatům, má totiž tendence pronásledovat je a následně dávit. Hodí se k dětem.

## Zdraví
Ariegský ohař může trpět dysplazii kyčelního kloubu nebo luxací pately, takoví psi jsou vyřazeni z chovu. Krom problémů s klouby ale plemeno žádnou dědičnou chorobou netrpí. Dlouhé uši jsou ale náchylné k bakteriálním nemocem, proto je důležité je často kontrolovat .
Běžně se dožívá 11 až 13 let.